# Otto Eccentrici di Yangzhou

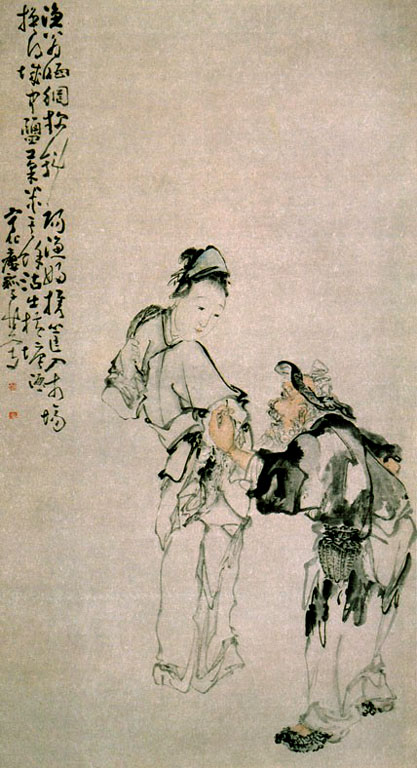
Firsherman and Fisherwoman, Huang Shen

Gli Otto Eccentrici di Yangzhou (扬州八怪T, 扬州八怪S, Yángzhōu bā guàiP) sono stati un gruppo di otto pittori cinesi, noti nel tardo periodo Qing per il loro rifiuto delle idee ortodosse in tema di pittura a favore di uno stile ritenuto espressivo ed individualista.
Il termine era usato anche perché ciascuno era dotato di una forte personalità, in contrasto con le convenzioni della loro epoca, aspetto forse collegato anche al fatto che la maggior parte di loro proveniva da ambienti poveri o disagiati. Tuttavia il termine, generalmente, è inteso come una descrizione del loro stile piuttosto che come un giudizio su una vera e propria "eccentricità" dei loro comportamenti.
Gli otto ebbero grande influenza su pittori come Gao Fenghan, nonché su parecchi altri.

## Gli Otto
- Wāng Shìshèn (汪士慎) (1686-1759)
- Huáng Shèn (黄慎) (1687-1768)
- Lĭ Shàn (李鱓/李鳝) (1686?-1756)
- Jīn Nóng (金农) (1687-1764)
- Luō Pìn (罗聘) (1733-1799)
- Gāo Xiáng (高翔) (1688-1753)
- Zhèng Xiè (郑燮) noto anche come Zhèng Bǎnqiáo (郑板桥) (1693-1765)
- Lǐ Fāngyīng (李方膺) (1696-1755)